# White River Junction
White River Junction es un lugar designado por el censo ubicado en el condado de Windsor en el estado estadounidense de Vermont. En el año 2010 tenía una población de 2,286 habitantes y una densidad poblacional de 519 personas por km².

## Geografía
White River Junction se encuentra ubicado en las coordenadas 43°39′1″N 72°19′17″O / 43.65028, -72.32139.

## Demografía
Según la Oficina del Censo en 2000 los ingresos medios por hogar en la localidad eran de $33,667 y los ingresos medios por familia eran $44,094. Los hombres tenían unos ingresos medios de $34,200 frente a los $21,591 para las mujeres. La renta per cápita para la localidad era de $17,221. Alrededor del 11.6% de la población estaban por debajo del umbral de pobreza.